# 2301-es mellékút (Magyarország)
A 2301-es számú mellékút egy négy számjegyű mellékút Nógrád vármegyében, a Mátra nyugati részén. Bátonyterenyét köti össze Mátraszelével; Rákóczibánya község egyetlen közúti megközelítési útvonala.

## Nyomvonala
A 23-as főútból ágazik ki, annak az 1+900-as kilométerszelvénye közelében, Bátonyterenye kisterenyei településrészén, északkeleti irányban. Nem sokkal első kilométere után lép át Rákóczibánya területére, aminek központját a 3. kilométerénél éri el. Kazár közigazgatási területének délkeleti részén, a 4+400-as kilométerszelvénye közelében keletnek fordul, ott torkollik bele a 2302-es út (Kazár lakott területe illetve Salgótarján zagyvapálfalvi része felől). Az 5+200-as kilométerszelvényénél kelet-délkelet felé kiágazik belőle a Kazár-Mizserfa bányatelepre vezető 23 107-es út. Utolsó néhány száz méterén már Mátraszele területén húzódik; e település déli részén torkollik a 2303-as útba, annak 12+600-as kilométerszelvénye közelében.
Teljes hossza az országos közutak térképes nyilvántartását szolgáló kira.gov.hu adatbázisa szerint 6,924 kilométer.